# Свинецдибарий
Свинецдибарий — бинарное неорганическое соединение
свинца и бария
с формулой Ba2Pb,
кристаллы.

## Получение
- Сплавление стехиометрических количеств чистых веществ:

{\displaystyle {\mathsf {Pb+2Ba\ {\xrightarrow {916^{o}C}}\ Ba_{2}Pb}}}

## Физические свойства
Свинецдибарий образует кристаллы
ромбической сингонии, пространственная группа P nma, параметры ячейки a = 0,864 нм, b = 0,571 нм, c = 1,061 нм, Z = 4,
структура типа дихлорида свинца
.
Соединение образуется по перитектической реакции при температуре 916°C